# Tjæreborg Rejser
Tjæreborg Rejser (startet i 1950 som Nordisk Bustrafik) var et dansk rejsebureau, der blev stiftet af præsten Ejlif Krogager i den sydvestjyske landsby Tjæreborg i 1950.
Krogager afhændede selskabet til Spies Rejser i 1989, og alle Tjæreborg Rejsers aktiviteter blev i 2009 overflyttet til Spies Rejser, og brandet Tjæreborg Rejser blev nedlagt.
I Finland eksisterer Tjæreborg-navnet dog stadig (grundlagt i 1966 under varemærket Tjäreborg), ligesom danske Spies var det en del af den nu krakkede Thomas Cook Group. Den skandinaviske og overskudsgivende del af Thomas Cook Group blev i oktober 2019 købt af af den norske storentreprenør og milliardær Petter Stordalen, sammen med kapitalfondene Altor og TDR Capital.

## Historie
Efter 2. verdenskrig var der et stort behov blandt danskere for at komme ud i verden, især sydpå, helt ned til Spanien.
Den første bustur i 1950 arrangeredes af præsten Ejlif Krogager sammen med førstelærer Svend Aage Mathiesen. De første busture i 1950 gik til Oberammergau Passionsspillene og Spanien under navnet Alm. dansk Turisttjeneste. Disse gav dog underskud, og Mathiesen trak sig senere ud, og blev erstattet af førstelærer Peter Ingwersen, men turene blev starten på Tjæreborg Rejser.
I 1951 blev Nordisk Bustrafik startet, som senere omdøbes til Tjæreborg Rejser.
Rejserne foregik de første år med bus, men i 1962 etableredes Sterling Airways, hvorefter man kunne tilbyde rejser med både bus og fly.
Tjæreborg Rejser kort fortalt:
- 1950 To busser holder ved den spanske grænse den 8. juli.
- 1959 Selskabet ejer 80 busser og er dermed Skandinaviens største.
- 1962 2 stk. DC6-B propelfly købes, og Sterling Airways og Tjæreborg letter for første gang med kurs mod Palma på Mallorca.
- 1965 Sterling Airways får det første jetfly, en Super Caravelle.
- 1966 Tjæreborg begynder, som det første charterselskab, at flyve fra Billund med Sterling Airways.
- 1967 Selskabet går ind i EDB-alderen med det største og mest avancerede anlæg i Danmark.
- 1968 Tjæreborg bygger eget hotel ved solkysten og giver det navnet Stella Polaris.
- 1970 Passager nummer én million flyver med Sterling Airways.
- 1972 Et Sterling Airways-fly med Tjæreborggæster flyver ind i et bjerg nær Dubai i den største flykatastrofe i De Forenede Arabiske Emiraters luftfartshistorie. Alle 112 ombord omkommer.
- 1974 Et  Sterling Airways-fly med Tjæreborggæster bryder i brand i Tehran lufthavn, 15 passagerer (7 danske og 8 svenske) omkommer.
- 1975 25 års jubilæum med 2.500 ansatte og en omsætning på 1,5 milliard kroner.
- 1976 Tjæreborg går ind i en ny epoke med lavprisrejser til New York.
- 1978 Otte Boeing 747 fly transporterer charterrejsende fra hele norden til Florida.
- 1989 3. januar sælger Ejlif Krogager sit livsværk til Janni Spies.
- 1990 40 års jubilæum.
- 1992 Ejlif Krogager dør 7. januar, 81 år gammel.
- 1994 December/januar sammenlægges Tjæreborg og Spies` salgskontorer.
- 1996 Den 15. februar bliver koncernen solgt til engelske SLG/Airtours.
- 1996 1. oktober reetableres et selvstændigt Tjæreborg med hovedkontor i Tjæreborg.
- 2007 Hovedkontoret i Tjæreborg nedlægges og flyttes måske til Esbjerg.
- 2008 Hovedkontoret på Kærvej 8 i Tjæreborg sælges.
- 2008 Det fælles flyselskab skifter 9. maj 2008 navn til "Thomas Cook Airlines Scandinavia".
- 2009 Tjæreborg Rejser/MyTravel flytter ind på Randersvej 30 i Esbjerg.
- 2009 Tjæreborg Rejser ophører med at eksistere fra maj 2009.
- 2009 Tjæreborg Rejser og Spies Rejser lægges sammen, under navnet Spies. Varemærket Tjäreborg anvendes fortsat i Finland.

Tjæreborg Rejser eksisterer nu som Spies Rejser.